# Saliga de som ifrån världens öden
Saliga de som ifrån världens öden är en psalm med text av Zacharias Topelius från 1869, bearbetad av författaren 1879.
Vid psalmens första publicering användes en tonsättning av Paul Schalreuter från 1552, vilket är samma melodi som användes för psalmen Vänd av din vrede (nr 387 i 1819 års psalmbok). Melodin i den finlandssvenska psalmboken (1986) är av Johann Crüger från 1640. I Den svenska psalmboken (1986) används en melodi komponerad av Friedrich Ferdinand Flemming från 1811, ursprungligen till texten Integer vitae av Horatius. Crügers koral nämns dock som alternativ.

## Publicerad som
- Nr 660 i Nya psalmer 1921, tillägget till 1819 års psalmbok, under rubriken "De yttersta tingen: De kristnas hopp inför döden".
- Nr 416 i Musik till Frälsningsarméns sångbok 1907
- Nr 330 i Svensk söndagsskolsångbok 1908 under rubriken "Vid graven".
- Nr 551 i Frälsningsarméns sångbok 1929 under rubriken "Högtider och särskilda tillfällen - Begravning".
- Nr 778 i Sionstoner 1935 under rubriken "Sjuka och sörjande".
- Nr 577 i 1937 års psalmbok under rubriken "Det kristna hoppet inför döden".
- Nr 237 i 1943 års psalmbok
- Nr 564 i Frälsningsarméns sångbok 1968 under rubriken "Evighetshoppet".
- Nr 241 i finlandssvenska psalmboken 1986 under rubriken "Begravning".
- Nr 306 i Den svenska psalmboken 1986, 1986 års Cecilia-psalmbok, Psalmer och Sånger 1987, Segertoner 1988 och Frälsningsarméns sångbok 1990 under rubriken "Livets gåva och gräns".
- Nr 707 i Lova Herren 1987 under rubriken "Det kristna hoppet inför döden".